# Plum Island (New York)
Plum Island ist eine US-amerikanische Insel im Atlantik. Die Insel ist Standort eines Hochsicherheitsforschungszentrums für Tierseuchen und -krankheiten. Administrativ gehört sie zur Stadt Southold in Suffolk County, New York. Die Insel liegt in der Gardiners Bay, nordöstlich von Long Island.

## Geschichte
Der erste Europäer, der Plum Island entdeckte, war vermutlich Adriaen Block, ein niederländischer Seefahrer im Auftrag der Niederländischen Westindien-Kompanie, der die Region um 1614 kartographierte. Der Name der Insel stammt von den Strandpflaumen (Prunus maritima), die an der Küste wachsen. In einigen älteren Dokumenten findet sich allerdings auch die Schreibweise „Plumb Island“.
1659 erwarb Samuel Willis, Sohn des damaligen Gouverneurs von Connecticut, die Insel von einem lokalen Indianerstamm. Den Kaufpreis bezahlte er mit einem Mantel, einem Fass Keksen und 100 Angelhaken.
Am 11. August 1775 griff eine amerikanische Einheit britische Soldaten an, die auf der Insel stationiert waren. Der Angriff wurde zurückgeschlagen, gleichwohl gilt er als erstes Beispiel eines amphibischen Angriffs in der US-amerikanischen Militärgeschichte.
Die Insel wechselte in den folgenden Jahrzehnten mehrfach den Besitzer. 1899 erwarb die amerikanische Regierung das Eiland für einen Preis von etwa 90.000 Dollar. Während des Spanisch-Amerikanischen Kriegs wurde dort Fort Terry errichtet, ein wichtiger Stützpunkt zur Kontrolle der Schifffahrt im Long Island Sound. Das Fort blieb mit Unterbrechungen bis in den Zweiten Weltkrieg in Bereitschaft. Nach dem Krieg wurde es kurzzeitig deaktiviert und dann an das Chemical Corps der US Army übergeben.

## Forschungszentrum
1954 richtete das US-amerikanische Landwirtschaftsministerium auf der Insel das Plum Island Animal Disease Center (PIADC) ein, ein Hochsicherheitsforschungszentrum, das mit der Erforschung und Untersuchung von Tierseuchen befasst ist. Das PIADC ist momentan das einzige Labor in den USA, in dem Forschung zur Maul- und Klauenseuche möglich ist, da die Forschungsarbeit mit aktiven Viren dieser Krankheit auf dem amerikanischen Festland per Gesetz verboten ist. Geforscht wird auch zu anderen Tiererkrankungen und -seuchen, wie der afrikanischen Schweinepest, und zu Krankheiten, die von Tieren auf Menschen übertragen werden können, etwa der Kinderlähmung.
Außerdem gibt es seit Jahrzehnten Gerüchte und Spekulationen über militärische Forschung auf der Insel. Von staatlicher Seite wurde lange dementiert, dass auf Plum Island Experimente zur biologischen Kriegsführung (siehe auch: Biologische Waffe) stattfänden. Erst im Jahr 1993 konnte die Nachrichtensendung Newsday Dokumente vorlegen, die das Gegenteil bewiesen.
2003 erhielten diese Spekulationen neue Nahrung, als das Ministerium für Innere Sicherheit der Vereinigten Staaten die Insel und die Forschungseinrichtungen übernahm; das Landwirtschaftsministerium ist aber weiterhin mit Forschungsaktivitäten dort präsent. Die Einrichtung gehört nach der letzten Umorganisation zum US Department of Homeland Security und dem dort zugeordneten Office of National Laboratories (ONL). Im Dezember 2008 wurde in einem Memorandum des Ministeriums für Innere Sicherheit ein neuer Standort in Kansas empfohlen: Eine definitive Entscheidung steht noch aus, könnte aber die Schließung des Forschungszentrums auf Plum Island bedeuten.
Zugang zur Insel und den Forschungseinrichtungen sind streng eingeschränkt. Die Insel verfügt über eine eigene Feuerwehr, ein eigenes Kraftwerk und eigene Abwasserentsorgung. Wildlebende Säugetiere, die sich auf der Insel einfinden, müssen erschossen werden. Andererseits gilt die Insel als Vogelparadies und einige Arten werden durch entsprechende Einrichtungen besonders geschützt.

## In der Populärkultur
- Der Roman Plum Island von Nelson DeMille spielt teilweise auf der Insel.
- Im Film Das Schweigen der Lämmer wird Plum Island als möglicher, weil überwachter Urlaubsort für Hannibal Lecter vorgeschlagen, als Gegenleistung für seine Unterstützung bei der Suche nach einem Serienmörder. Lecter ist nicht begeistert und verspottet sie als „Milzbrand-Insel“ (OT: Anthrax Island).
- Der Sachbuchautor Michael Carroll befasste sich in seinem Buch Lab 257: The Disturbing Story of the Government's Secret Plum Island Germ Laboratory mit der Geschichte des Forschungszentrums und stellte unter anderem die Behauptung auf, mehrere Epidemien hätten von dort ihren Ausgang genommen: Der West-Nil-Virus 1999, Lyme-Borreliose 1975 und die Entenpest 1967.